# Roca Doane

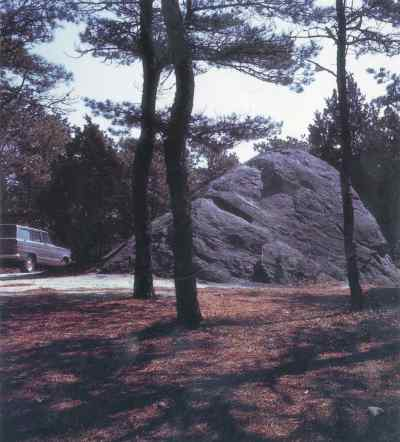
Vista de la Roca Doane

La roca Doane (del inglés: Doane Rock) es un bloque errático localizado en Eastham, Massachusetts (Estados Unidos) en la zona de Cabo Cod, siendo ésta la mayor roca expuesta de este tramo de costa. Sobresale 5,5 m de la superficie del suelo y se estima que se extiende por debajo de la tierra aproximadamente 3,7 m. 
La roca fue dejada durante el retroceso de los glaciares correspondientes a la capa de hielo Laurentino hace aproximadamente entre 18 y 12 mil años. Durante este retroceso se depositó el till glaciar, de los cuales la Roca Doane representa uno de los bloques más grandes.
La roca tiene el nombre de John Deacon Doane, uno de los primeros pobladores de Eastham. También se la ha llamado Enochs o roca Enos por el hijo del diácono.
- Datos: Q1233103